# Ређоне Пенони Сотани Боргата Карара (Кунео)
Ређоне Пенони Сотани Боргата Карара је насеље у Италији у округу Кунео, региону Пијемонт.
Према процени из 2011. у насељу је живело 7 становника. Насеље се налази на надморској висини од 697 м.